# Vístula

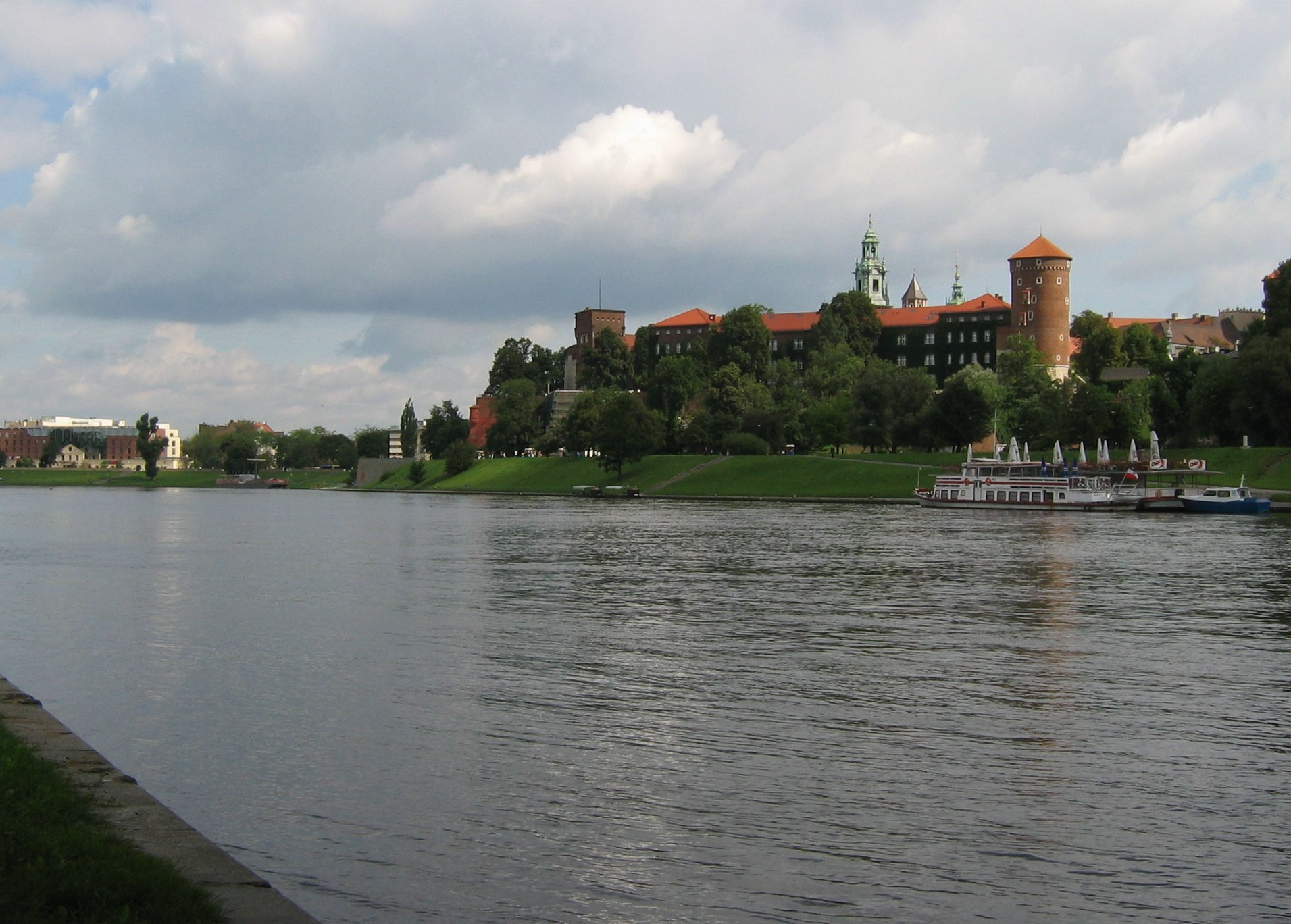
El Vístula al seu pas per Wawel, a Cracòvia

El Vístula (en polonès: Wisła) és un dels principals rius de l'Europa oriental, el més llarg dels que desemboquen al mar Bàltic i el més important de Polònia, per on discorre íntegrament. Té una llargada de 1.047 km i drena una superfície de 194.424 km², dels quals 168.699 km² dins de Polònia (el 54% del territori nacional) i la resta a Belarús, Ucraïna i Eslovàquia.
Neix al sud del país, a Barania Góra, a 1.220 msnm, a les muntanyes Beskidy, on comença amb el Petit Vístula Blanc (Biała Wisełka) i el Petit Vístula Negre (Czarna Wisełka). Llavors, continua fluint sobre les vastes planes poloneses, passant per unes quantes ciutats importants poloneses al llarg del seu camí, incloent-hi Cracòvia, Sandomierz, Varsòvia, Płock, Włocławek, Toruń, Świecie, Tczew i Gdańsk. Amb un delta i unes quantes branques (Leniwka, Przekop, Śmiała Wisła, Martwa Wisła, Nogat i Szkarpawa), desemboca al llac de Vístula i a la badia de Gdańsk de la mar Bàltica.
El riu s'associa sovint amb la cultura, la història i la identitat nacional poloneses. És el símbol natural i la via fluvial més important del país i el terme "terra de la Vístula" (en polonès: kraj nad Wisłą) pot ser sinònim de Polònia.

## Etimologia
El nom Vístula apareix per primera vegada al registre escrit de Pomponius Mela (3,33) el  40 dC. Plini el Vell el  77 dC a la seva Història Natural l'anomena Vistla (4.81, 4.97, 4.100). L'arrel del mot Vístula és indoeuropeu * u̯eis- : ' tooze, fluir lentament' (cf. sànscrit अवेषन् (avēṣan) "van fluir", nòrdic antic veisa "slime") apareix en molts noms de rius europeus (per exemple el Weser o el Viešinta).  Les terminacions diminutives -ila, -ula, apareixen en moltes llengües de la família indoeuropea, inclòs el llatí (vegeu Calígula, Úrsula).
En escriure sobre el riu i els seus pobles, Ptolemeu utilitza l’ortografia grega: Ouistoula. Altres fonts antigues l'escriuen Istula. Ammianus Marcellinus es va referir al Bisula (llibre  22) l'any 380. Al segle vi Jordanes (Getica  5 i 17) utilitzava Viscla.
El poema anglosaxó Widsith fa referència al Wistla. El cronista polonès del segle XII Wincenty Kadłubek va llatinitzar el nom del riu com a Vandalus, una forma presumptament influenciada per la paraula vanduõ lituana "aigua". Jan Długosz (1415-1480) als Annales seu cronicae incliti regni Poloniae apunta contextualment al riu, afirmant "de les nacions orientals, de l'est polonès, a partir de la brillantor de l'aigua blanca... així anomenada" (Alba aqua), potser referint-se al Petit Vístula Blanc (Biała Wisełka).

## Geografia
La conca del riu Vístula cobreix 194.424 km², 168.700 dels quals a Polònia. La seva altitud mitjana és de 270 metres sobre el nivell del mar. A més, la majoria de la seva conca fluvial (55%) es troba entre els 100 i els 200 m sobre el nivell del mar. El punt més alt de la conca del riu es troba a 2.655 metres, al pic Gerlach, a les muntanyes Tatra. Una de les característiques de la conca fluvial del Vístula és la seva asimetria, en gran manera resultant de la direcció de la inclinació de les Terres Baixes d'Europa Central cap al nord-oest, que va provocar la direcció del flux de les aigües glacials, així com per una considerable predisposició de la seva base més antiga. La asimetria de la conca del riu, marge dreta respecte a l'esquerra, és del 73-27%.
El curs del Vístula es considera dividit, hidrogràficament, en tres trams:
- el Vístula Alt o superior, des del seu naixement fins a la ciutat de Sandomierz
- el Vístula Mitjà o central, que va des Sandomierz fins a la confluència amb el Narew - Bug Occidental.
- el Vístula Baix o inferior, des de la boca del Narew fins a la desembocadura al delta del Vístula, al mar Bàltic.

### Naixement
El riu Vístula neix al sud del Voivodat de Silèsia fruit de la unió de dos petits rierols que discorren pel vessant occidental del mont Barania Góra, a les Beskides de Silèsia: el Vístula Negre (Czarna Wiselka), que neix a una altitud de 1.107 msnm, i el Vístula Blanc (Biała Wiselka), que ho fa a una altitud de 1.080 msnm. Les dues fonts conflueixen en una zona ara inundada per un petit embassament, el Jezioro Czerniańskie. Aquesta part alta del Vístula discorre pel Parc Paisatgístic de les Beskides de Silèsia (Park Krajobrazowy Beskidu Śląskiego), una àrea protegida de 386,2 km² establerta el 1998.

### Principals ciutats
| Agglomeration               | Tributary                                                                   |
| --------------------------- | --------------------------------------------------------------------------- |
| Wisła (Voivodat de Silèsia) | Aiguaneix: Biała Wisełka i Czarna Wisełka                                   |
| Ustroń                      |                                                                             |
| Skoczów                     | Brennica                                                                    |
| Strumień                    | Knajka                                                                      |
| Goczałkowice-Zdrój          |                                                                             |
| Czechowice-Dziedzice        | Biała                                                                       |
| Brzeszcze                   | Vistula, Soła                                                               |
| Oświęcim                    | Soła                                                                        |
| Zator                       | Skawa                                                                       |
| Skawina                     | Skawinka                                                                    |
| Cracòvia                    | Sanka, Rudawa, Prądnik, Dłubnia, Wilga (la majoria són rieres canalitzades) |
| Niepołomice                 |                                                                             |
| Nowe Brzesko                |                                                                             |
| Nowy Korczyn                | Nida                                                                        |
| Opatowiec                   | Dunajec                                                                     |
| Szczucin                    |                                                                             |
| Połaniec                    | Czarna                                                                      |
| Baranów Sandomierski        | Babolówka                                                                   |
| Tarnobrzeg                  |                                                                             |
| Sandomierz                  | Koprzywianka, Trześniówka                                                   |
| Zawichost                   |                                                                             |
| Annopol                     | Sanna                                                                       |
| Józefów nad Wisłą           |                                                                             |
| Solec nad Wisłą             |                                                                             |
| Kazimierz Dolny             | Bystra                                                                      |
| Puławy                      | Kurówka                                                                     |
| Dęblin                      | Wieprz                                                                      |
| Magnuszew                   |                                                                             |
| Wilga                       | Wilga                                                                       |
| Góra Kalwaria               | Czarna                                                                      |
| Karczew                     |                                                                             |
| Otwock, Józefów             | Świder                                                                      |
| Konstancin-Jeziorna         | Jeziorka                                                                    |
| Varsòvia                    | Żerań canal (inclosos nombrosos petits rierols)                             |
| Łomianki                    |                                                                             |
| Legionowo                   |                                                                             |
| Modlin                      | Narew                                                                       |
| Zakroczym                   |                                                                             |
| Czerwińsk nad Wisłą         |                                                                             |
| Wyszogród                   | Bzura                                                                       |
| Płock                       | Słupianka, Rosica, Brzeźnica, Skrwa Lewa, Skrwa Prawa                       |
| Dobrzyń nad Wisłą           |                                                                             |
| Włocławek                   | Zgłowiączka                                                                 |
| Nieszawa                    | Mień                                                                        |
| Ciechocinek                 |                                                                             |
| Toruń                       | Drwęca, Bacha                                                               |
| Solec Kujawski              |                                                                             |
| Bydgoszcz                   | Brda (canalitzat)                                                           |
| Chełmno                     |                                                                             |
| Świecie                     | Wda                                                                         |
| Grudziądz                   |                                                                             |
| Nowe                        |                                                                             |
| Gniew                       | Wierzyca                                                                    |

### Delta
Després de passar per davant Gniew, el riu es divideix a Biała Góra, ja prop de la desembocadura, en dos ramals entre els quals deixa un ampli delta, conegut com a Żuławy Wiślane: el ramal de l'esquerra o riu Leniwka i el ramal de la dreta, el riu Nogat, de 62 km de longitud, totalment regulat per prevenir inundacions. El Nogat formava part de la frontera entre Prússia Oriental i la Polònia d’entreguerres.
El ramal principal, el Leniwka, pasa per Tczew, la darrera ciutat important del seu curs. Just abans de desaiguar, el Leniwka ha estat canalitzat per entrar directament a la llacuna del Vístula a través del ramal Szkarpawa i evitar les inundacions que històricament tenien lloc a la ciutaat portuària de Gdańsk. El tram anterior, de poc més de 25 km, s'ha protegit mitjançant una resclosa que fa que estigui totalment regulat i que fa que sigui nomenat Vístula Mort (Martwa Wisła). En aquest curt tram final de l'antic curs desemboca el riu Motława (65 km). El Vístula Mort es divideix, a la vegada, en una nova branca Przegalinie, que flueix finalment a la badia de Gdańsk.
Fins al segle XIV, el Vístula es dividia en una branca principal de l'est, el Vístula d'Elbląg, i una branca occidental més petita, el Vístula de Gdańsk. Des de 1371 el Vístula de Gdańsk era l'artèria principal del riu. Després de la inundació de 1840 es formà un nou braç addicional, anomenat Śmiała Wisła. Entre 1890 i 1895 es van dur a terme obres de canalització fins al Świbna.

## Navegació
El Vístula és navegable des del mar Bàltic fins a Bydgoszcz, on el canal de Bydgoszcz s’uneix al riu. El Vístula pot allotjar vaixells fluvials modestos de classe II CEMT. Aigües amunt la profunditat del riu disminueix. Tot i que es va emprendre un projecte per augmentar la capacitat de transport del riu aigües amunt de Varsòvia mitjançant la construcció de diversos rescloses pels voltants de Cracòvia, el projecte no va anar a més, de manera que la navegabilitat del Vístula continua sent limitada. El potencial del riu augmentaria considerablement si es restaurés la connexió est-oest a través del Narew-Bug-Mukhavets-Prípiat-Dniéper. La importància econòmica canviant de parts d’Europa pot fer que aquesta opció sigui més probable.

## Hidrologia
L'aspecte planer de les terres que travessa el Vístula explica que a vegades provoqui inundacions catastròfiques, com poden ser les de 1813, 1888, 1934 i 1960.
El cabal anual o módul del Vístula és de 248 m³/s per una conca drenada d'àrea d'influència de 23 901 km² a Szczucin, de 561 m³/s per una conca de 84.857 km² a Varsòvia i de 1.042 m³/s per una conca de 194.376 km² a Tczew, a 64 km de la seva desembocadura. El cabal mig mensual del riu no té fluctuacions estacionals significatives. El cabal és més alt a l'abril, amb 1879 m³/s, quan es fon la neu, i mínim al setembre, amb 733 m³/s.
| Cabal mitjà mensual del Vístula a l'estació de Tczew (en m³/s. Dades calculades entre 1900-1994) |
|                                                                                                  |

## Història geològica
La història del riu Vístula i la seva vall abasta més de 2 milions d’anys. El riu està connectat amb el període geològic anomenat quaternari, quan es va produir un refredament del clima. En els darrers milions d’anys una capa de gel va ocupar vuit vegades la zona de Polònia, aportant-hi canvis en els rius. En períodes més càlids, quan la capa de gel es retirava, el Vístula va aprofundir i va eixamplar la seva vall. El riu va prendre la seva forma actual en els darrers 14.000 anys, després de la recessió completa de la capa de gel escandinava de la zona. Actualment, juntament amb la vall del Vístula, encara s’està produint l'erosió del les ribes i la captació de nous dipòsits.

El Vístula es troba al centre d'Europa. A la seva conca conflueixen tres de les principals masses terrestres geogràfiques i geològiques del continent: les terres baixes de l'Europa Oriental, un escut (la zona de les muntanyes i les muntanyes baixes de l’Europa occidental) i la zona alpina d’alta muntanya a la qual pertanyen els Alps i els Carpats. El Vístula neix a les muntanyes dels Carpats. El recorregut i el caràcter del riu eren modelats per les capes de gel que baixaven de la península escandinava. L’última capa de gel va entrar a la zona de Polònia fa uns 20.000 anys. Durant els períodes de clima més càlid, l'antiga Vístula, "Pra-Wisła", va buscar el camí més curt cap al mar; fa milers d'anys va desembocar al mar del Nord en algun lloc de la latitud de l’Escòcia contemporània. El clima de la vall del Vístula, les seves plantes, animals i el seu caràcter van canviar considerablement durant el procés de retirada glacial.

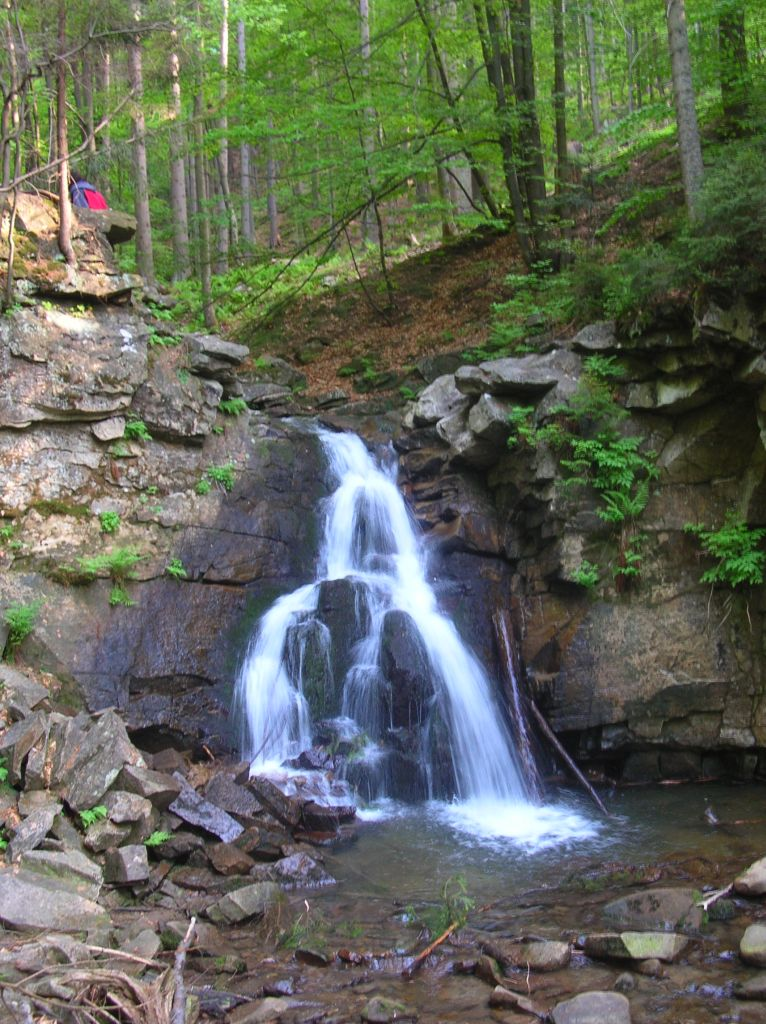
Biała Wisełka
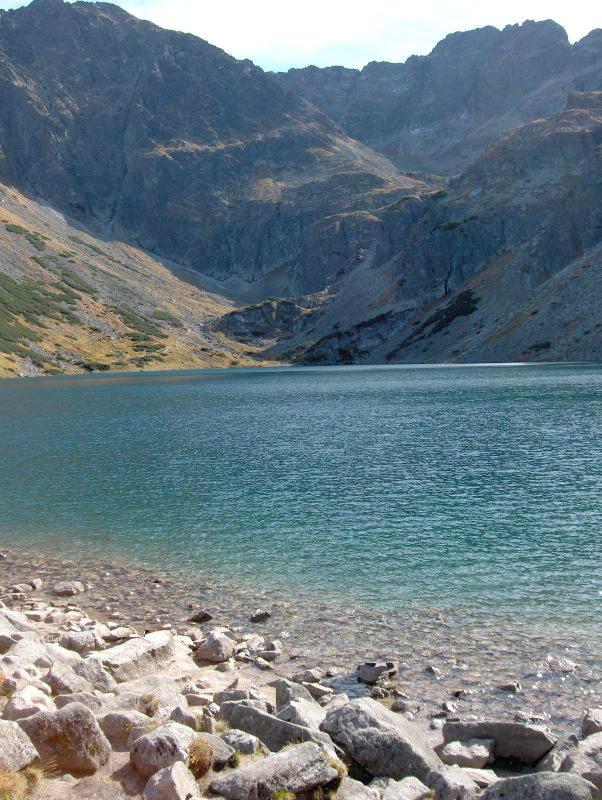
Llac Morskie Oko
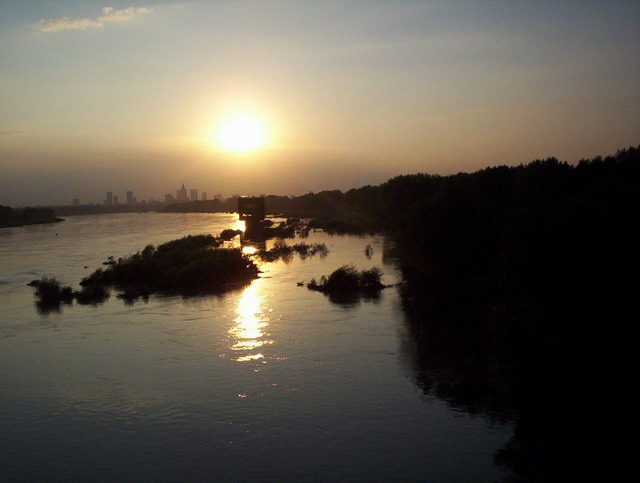
Inundació de Vístula al sud de Varsòvia, 2004
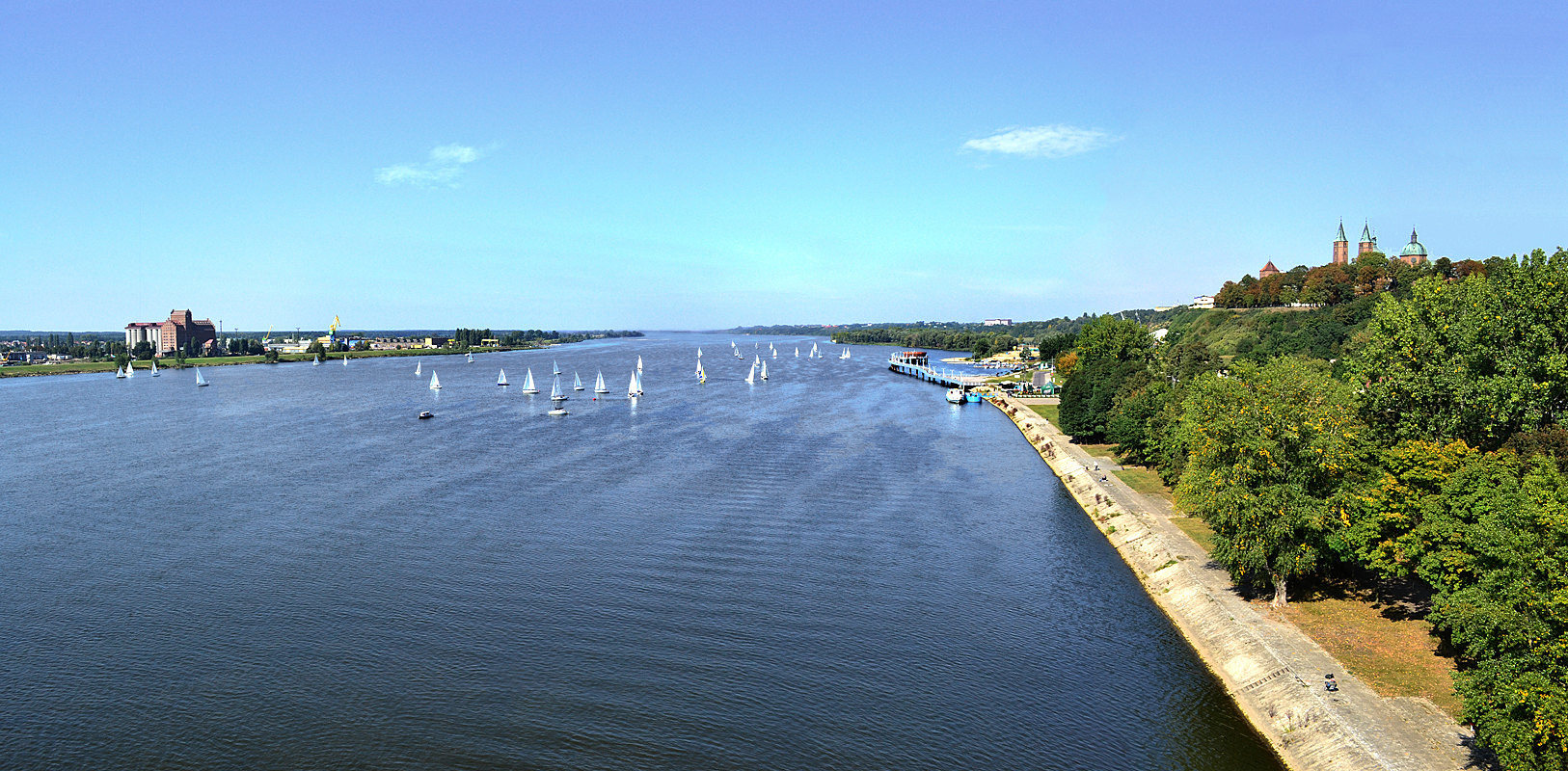
El Vístula a Płock
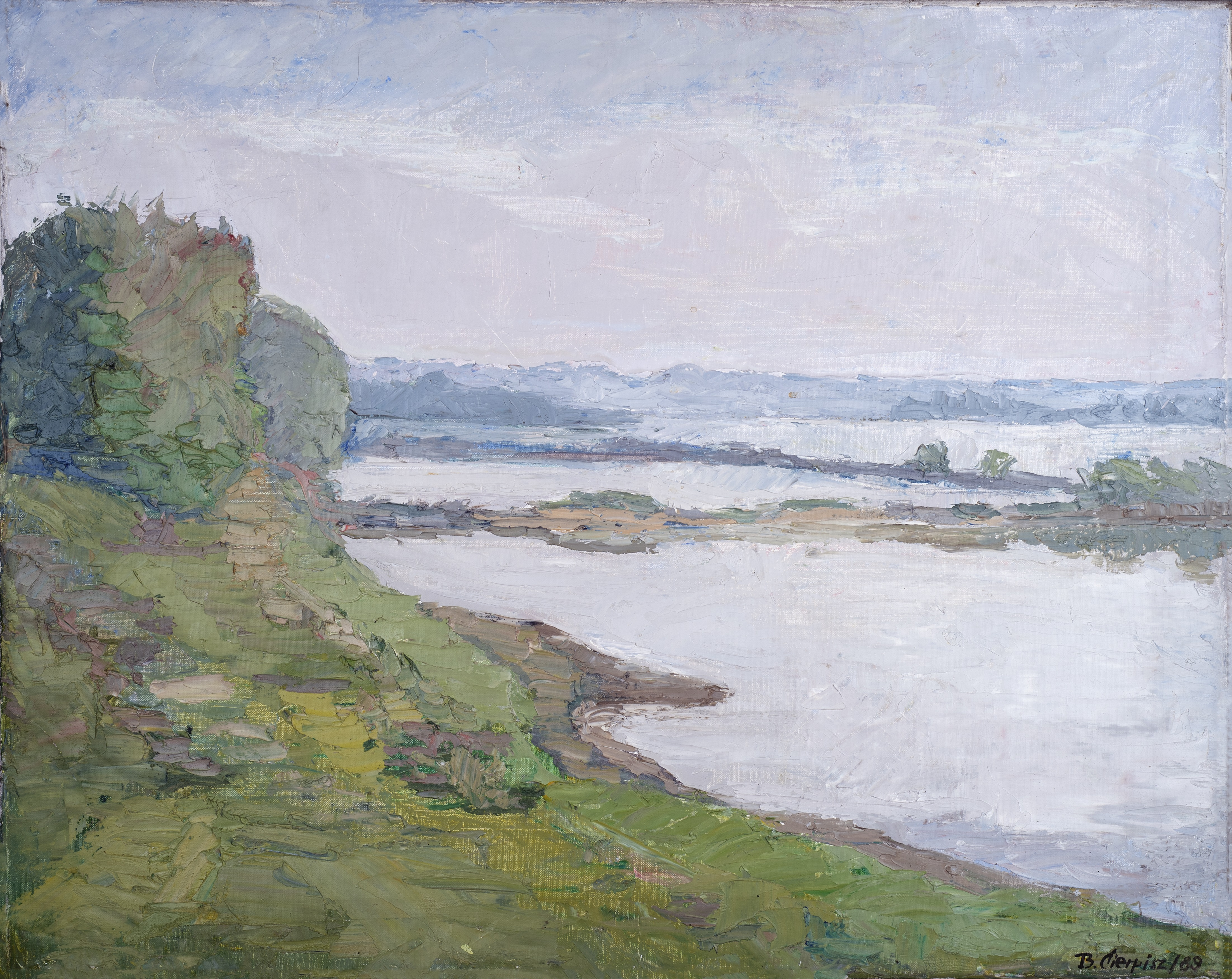
"Wiślany Brzeg" pintat per Bogdan Cierpisz el 1898, oli sobre tela

## Rellevància històrica

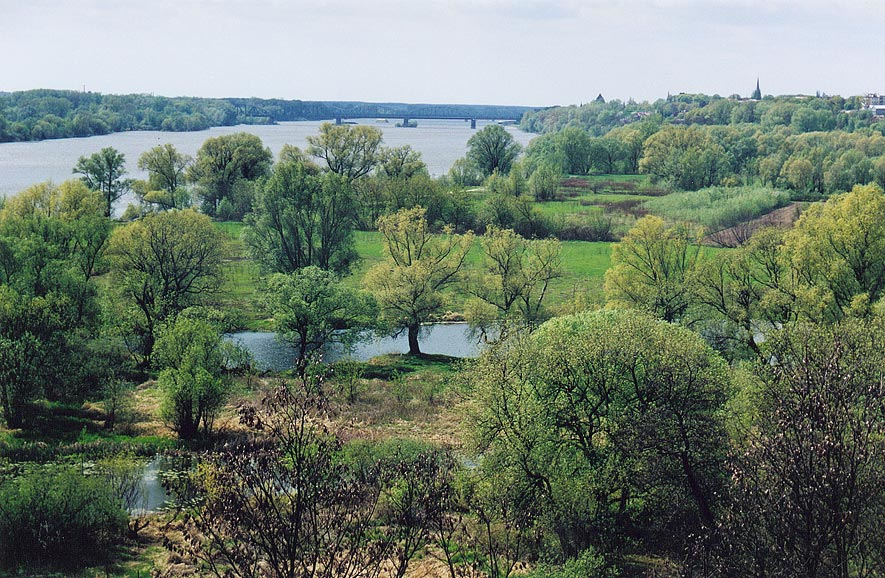
Vall del Vístula, a l'est de Toruń

Moltes parts de la conca del Vístula ja estaven ocupades des de l'edat del ferro, en el primer mil·lenni abans de Crist., per les cultures lusaciana i Przeworsk. La conca del Vístula, junt amb les terres del Rin, el Danubi, l'Elba i l'Òder van passar a anomenar-se Germania Magna pels autors romans del segle I dC. Això no implica que els habitants fossin "pobles germànics" en el sentit modern del terme. Tàcit, quan va descriure als vènets, peucini i fenni va escriure que no estava segur de si havia d'anomenar-los germànics, ja que tenien assentaments i lluitaven a peu, o més aviat sàrmates, ja que tenien alguns costums similars a ells. Ptolemeu, al segle II d.C. va descriure el Vístula com la frontera entre la Germània i la Sarmàtia.

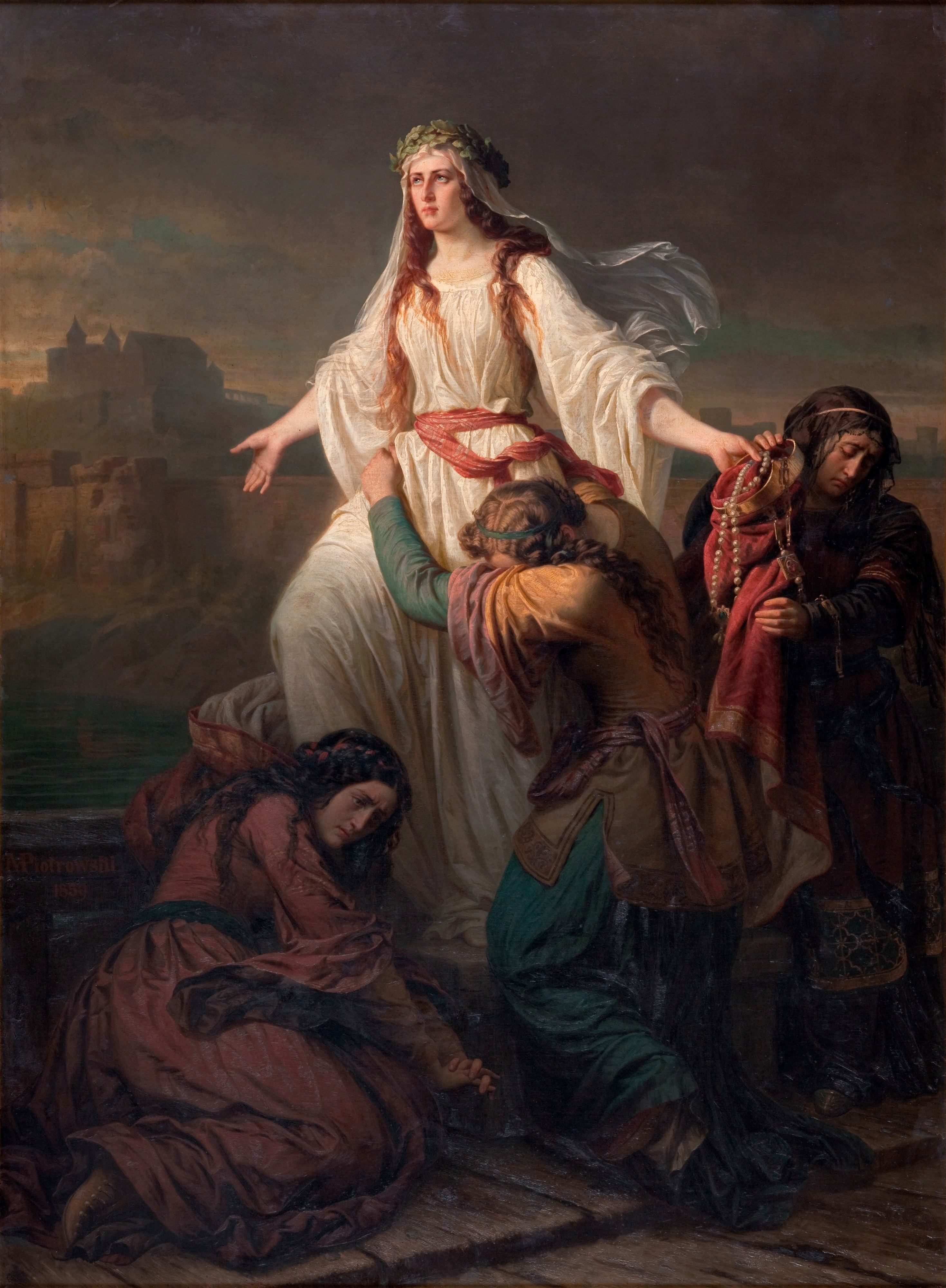
Mort de la Princesa Wanda, de Maximilian Piotrowski, 1859

La ruta mar Bàltica–Vístula–Dniéper–mar Negra, fou una de les rutes comercials més antigues, coneguda como a ruta de l'ambre, en la què es negociava l'ambre i altres bens des del nord d'Europa fins a Grècia, Àsia, Egipte i altres indrets. Posteriorment el Vístula fou emprat per connectar-lo amb el Dniéper i, des d'allà, a la mar Negra a través del canal d'Augustów (1823-1839). Fou la primera via fluvial de l'Europa Central que va proporcionar un enllaç directe entre els dos grans rius, el Vístula i el Niemen.
L'estuari del Vístula va ser colonitzat pels eslaus durant els segles VII i VIII. Basant-se en les troballes arqueològiques i investigacions lingüístiques, s'ha postulat que aquests colons s'haurien traslladat cap al nord seguint el curs del Vístula. No obstant això, això contradiu una altra hipòtesi recolzada per alguns investigadors que sosté que van ser els velets els que es van moure cap a l'oest des del delta del Vístula.
Diverses tribus poloneses eslaves occidentals van formar petits dominis a partir del segle VIII, algunes de les quals es van unir més tard formant altres grups tribals més grans. Entre les tribus que figuraven al document del geògraf bavarès del segle IX hi havia els vistulans (Wiślanie) al sud de Polònia. Cracòvia i Wiślica eren els seus principals centres.
Moltes llegendes poloneses estan relacionades amb el Vístula i els inicis de l'estat polonès. Una de les més perdurables és la de la princesa Wanda co nie chciała Niemca (que va rebutjar l'alemany). D'acord amb la variant més popular, popularitzada per l'historiador del segle XV Jan Długosz, Wanda, filla del rei Krakus, es va convertir en reina dels polonesos a la mort del seu pare i es va negar a casar-se amb un príncep alemany Rytigier, que es va ofendre i va envair Polònia, però va ser rebutjat. Tanmateix, Wanda es va suïcidar, ofegant-se al riu Vístula, per assegurar-se que no tornaria a envair el seu país.

### Principal artèria comercial

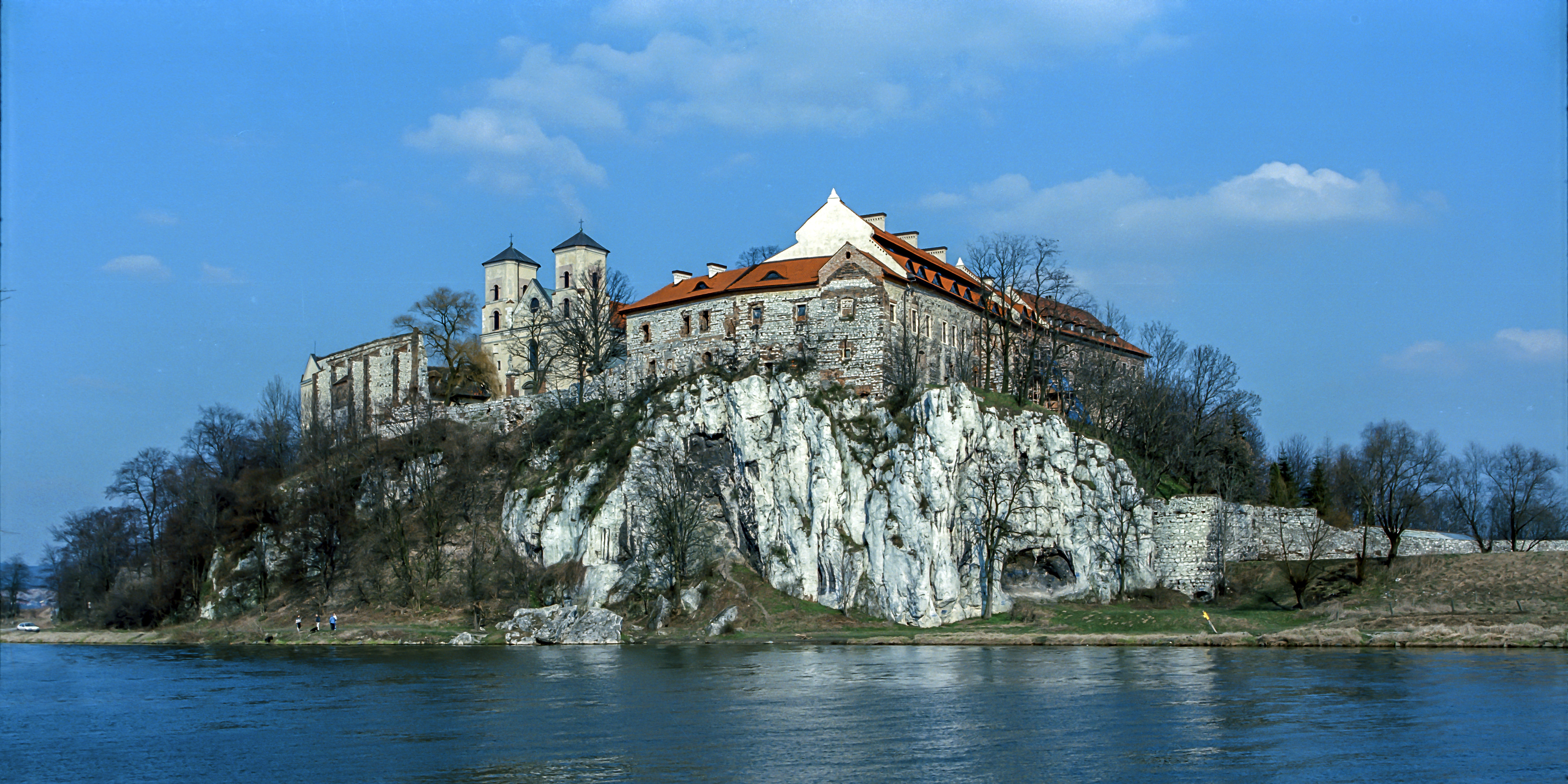
Abadia benedictina del segle XI de Tyniec, vista des del Vístula.

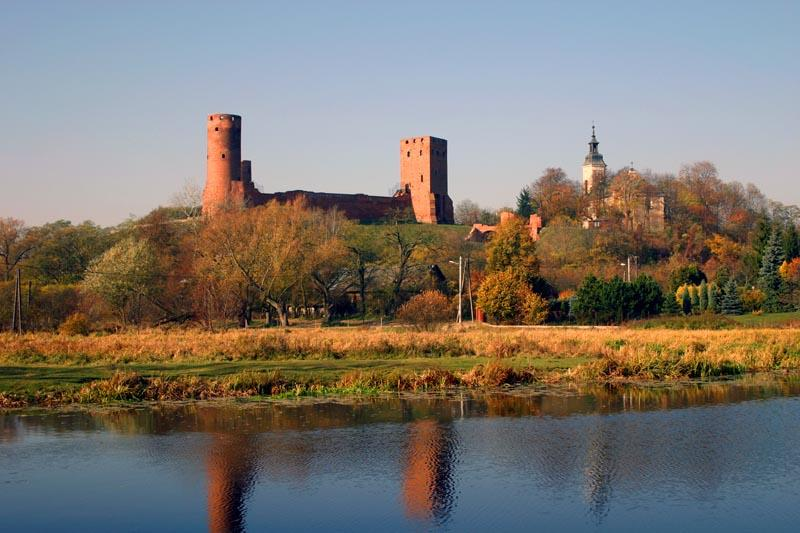
Riu Vístula prop del castell del Duke of Masovia a Czersk

Durant centenars d'anys el riu va ser una de les principals artèries comercials de Polònia, i per això els castells que vorejaven les seves ribes eren possessions molt estimades. Sal, fusta, gra i pedra per a la construcció d'edificis van ser alguns dels béns enviats a través d'aquesta ruta entre els segles X a XIII.
Al segle xiv el Vístula inferior ja estava controlat per l'Orde Teutònic, convidada el 1226 per Conrad I de Masòvia per ajudar a lluitar contra els prussians pagans que es trobaven a la frontera de les seves terres. El 1308, els cavallers teutònics van capturar el Castell de Malbork a Gdańsk i van assassinar la seva població, un succés conegut com la massacre de Gdańsk. L'Orde havia heretat Gniew de Sambor II, aconseguint així un punt de suport a la riba esquerra del Vístula. Molts graners i magatzems van ser construïts al segle xiv a les ribes del Vístula. Al segle xv la ciutat de Gdańsk va aconseguir gran importància a la zona del Bàltic com a centre comercial i com a ciutat portuària. Mentre en aquest moment les terres circumdants estaven habitades per pomeranis, Gdańsk es va convertir ben aviat en un punt de partida per a la colonització alemanya del país, en gran part en guaret.
Abans del seu punt àlgid, que va tenir lloc el 1618, el comerç augmentava en un factor de 20 des del 1491. Aquest creixement es fa evident quan es té en compte el tonatge de cereals comercialitzats al riu en diferents anys: el 1491, 14.000 tones; el 1537, 23.000; el 1563, 150.000; o el 1618, 310.000 tones.
Al segle XVI la major part del gra exportat sortia de Polònia per Gdańsk, que per la seva ubicació com a punt final del Vístula i pel seu paper com a port comercial del Bàltic es va convertir en la més rica, més desenvolupada, amb el més gran centre d'artesania i fabricació, i la més autònoma de les ciutats poloneses. Altres ciutats es van veure afectades negativament pel gairebé monopoli que exercia Gdańsk sobre el comerç exterior. Durant el regnat d'Esteve Bathory, governava dos dels principals ports del Bàltic: Gdańsk, que controlava el comerç del riu Vístula i Riga que ho feia al Dvina Occidental. Ambdues ciutats eren de les més grans del país. Al voltant del 70%, les exportacions de Gdańsk eren de gra. El gra va ser també el major producte exportat per la Mancomunitat de Polònia-Lituània. El volum de cereals comercialitzats es pot considerar un bon indicador i bona mesura del creixement econòmic de la Mancomunitat.
Per tal d'aturar les inundacions recurrents a la part inferior del Vístula, el govern prussià va construir entre 1889 i 1895 un canal artificial a uns 12 quilòmetres a l'est de Gdańsk, conegut com a rasa del Vístula, que va actuar com una enorme resclosa, desviant gran part del flux del Vístula directament al Bàltic. Com a resultat, la llera històrica del Vístula a través de Gdańsk va perdre gran part del seu cabal, passant a ser conegut com el Vístula mort. Els estats alemanys van adquirir el control complet de la regió entre 1795 i 1812, així com durant les guerres mundials, el 1914-1918 i el 1939-1945.
De 1867 a 1917 l'administració tsarista russa va anomenar el Regne de Polònia com a "País del Vístula" després del col·lapse de l'aixecament de gener (1863 a 1865).

### Segona Guerra Mundial

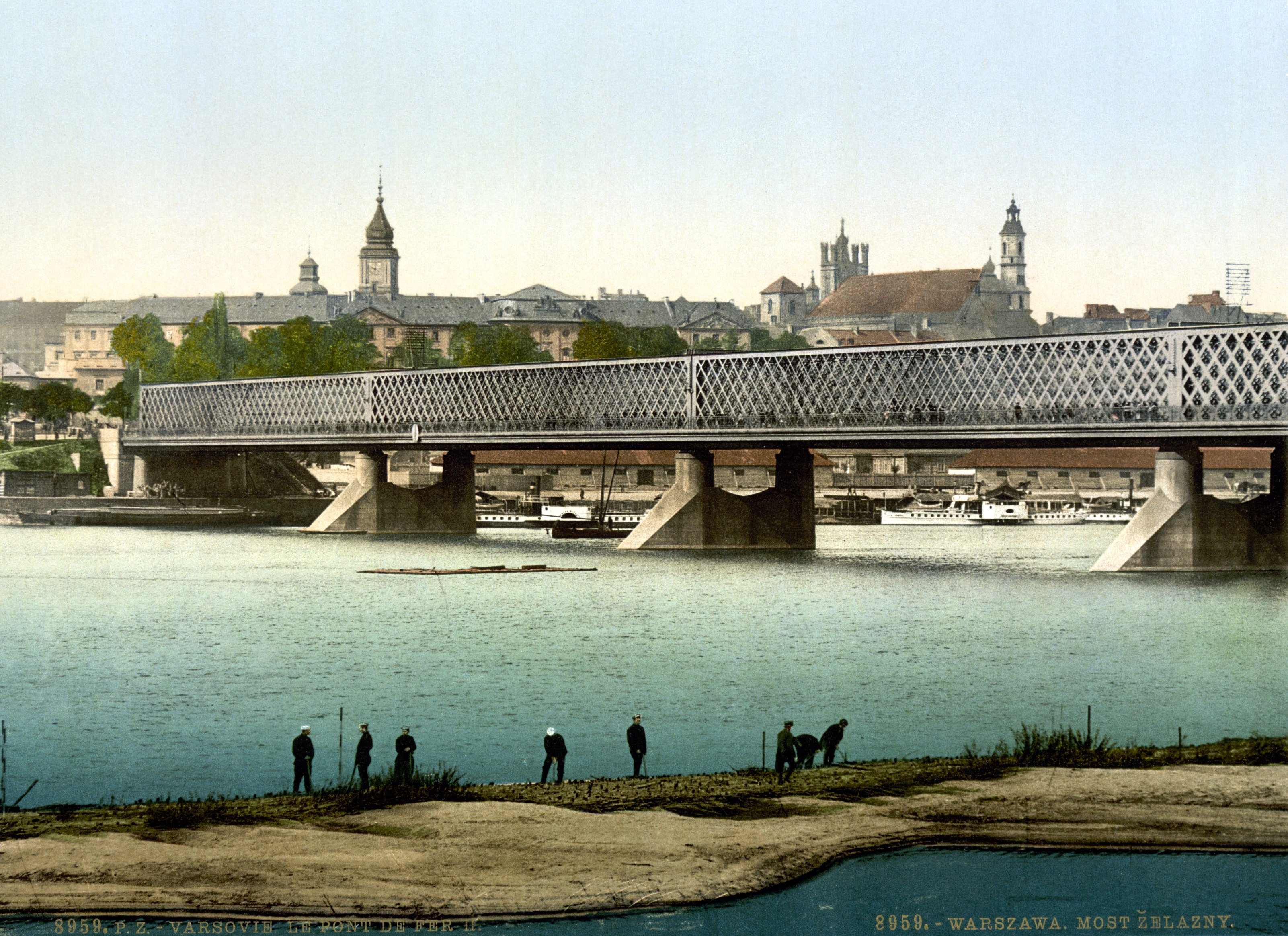
Pont de ferro sobre el riu Vístula a Varsòvia (c. 1900). Aquest pont en gelosia va ser construït per Stanisław Kierbedź entre 1850 i 1864. Va ser destruït pels alemanys el 1944.

La campanya polonesa de setembre va incloure algunes batalles pel control de la desembocadura del Vístula i de la ciutat de Gdańsk, prop del delta del riu. Durant la invasió de Polònia (1939), després de les batalles inicials a Pomerèlia, les restes de l'exèrcit polonès de Pomerània es van retirar a la riba sud del Vístula. Després de defensar Toruń durant diversos dies, l'exèrcit es va retirar cap al sud sota la pressió de la situació estratègica generalitzada i va participar en la batalla de Bzura.
Els camps de concentració d'Auschwitz es trobaven a la confluència dels rius Vístula i Soła. Les cendres de les víctimes d'Auschwitz van ser abocades al riu.
L'aixecament de Varsòvia de 1944 es va planejar amb l'esperança que les forces soviètiques, que en el curs de la seva ofensiva havien arribat al Vístula i esperaven a l'altre costat del riu, els ajudarien, però els soviètics van deixar caure els polonesos, aturant el seu avanç i tractant als insurgents com a criminals en les seves emissions de ràdio. A principis de 1945, l'Exèrcit Roig va creuar finalment el Vístula i va empènyer la Wehrmacht alemanya en l'Ofensiva del Vístula-Oder més enllà del riu Oder, ja a Alemanya.